# CFPフラン
CFPフラン（英語：CFP franc、仏語：franc pacifiqueまたはfranc CFP）は、ニューカレドニア、ウォリス・フツナ、フランス領ポリネシアの通貨である。

## 概要
フレンチ・パシフィック・フラン、パシフィック・フラン（太平洋フランの意）とも呼ばれる。0.00838ユーロと等価であり、通貨コードはXPF。通用地域はいずれもフランス領である。海外通貨発行機関（Institut d'émission d'Outre-Mer、IEOM）で発行されている。
CFAフランと同じく1945年12月に創設された。これは第二次世界大戦の影響およびブレトン・ウッズ協定によるフランス・フランの価値の低下によるものである。第二次世界大戦中のフランス領太平洋地域はアメリカ合衆国の影響が大きかったこともあり、ドルとの固定為替相場で設定された。1949年9月にはフランス・フランとの固定相場となった。このうち、ニューヘブリディーズ諸島（現 バヌアツ）は1969年にCFPフランを離脱し、オーストラリア・ドルとの固定相場のニューヘブリディーズ・フランに移行した。CFPフランもユーロとの固定相場に移行した。
「CFPフラン」は1945年制定時には「franc des Colonies françaises du Pacifique（仏領太平洋地域フラン）」の略だったが、後に「Communauté financière du Pacifique（太平洋金融共同体）」「Change Franc Pacifique（太平洋フラン通貨）」などの略とされている場合もあり、公式の呼称は存在しない。
2022 年 2 月 26 日に発効した 2021 年 9 月 15 日の条例は、CFP フランという名前を「太平洋のフランス共同体のフラン」と定義している。.

## 為替相場
- 1945年12月-：1 USD = 49.6 XPF。1945年12月時点で1 XPF = 2.40 FRF。
- 1949年9月-：1 XPF = 5.50 FRF。
- 1960年1月-：1 XPF = 0.055 FRF。フランス・フランのデノミに伴う。
- 1999年1月-：1,000 XPF = 8.38 euro。ユーロの導入に伴う。

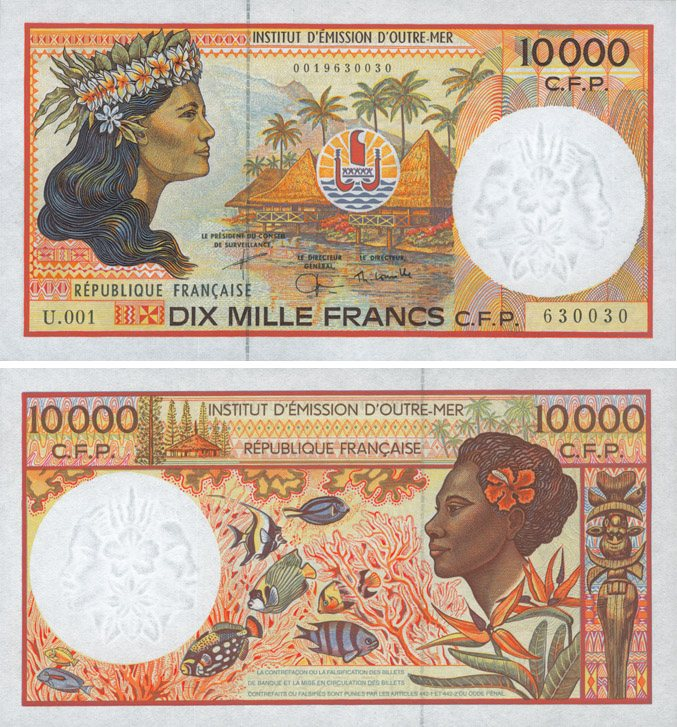
旧10000紙幣

## 紙幣
海外通貨発行機関（IEOM）は1965年からニューヘブリディーズ諸島にて、その後1969年にニューカレドニア、フランス領ポリネシアにて紙幣を発行開始した。1985年にはニューカレドニア、フランス領ポリネシア共通の1万CFPフラン紙幣が発行され、その後1992年から1996年の間に500フラン、1000フラン、5000フランの紙幣が太平洋地域のフランス領共通紙幣として発行された。
デザインは1969年から2014年まで全体的には変更なし。片面はニューカレドニアの風景と歴史的人物が描かれ、もう片面にはフランス領ポリネシアの風景と人物が描かれている。
2014年に紙幣のデザインが変更されている。

## 硬貨
現在最新版の硬貨は、2021年に発行開始されたもので、5, 10, 20, 50, 100, 200フランの6種類の額面がある。材質については、5フランはステンレス、10, 20フランは白銅、50, 100フランは白銅とアルミニウムの合金、200フランは外周白銅・内側白銅－アルミニウム合金によるバイメタル貨である。
かつて発行されていた1, 2フランのアルミニウム製の硬貨は2021年に流通停止された。それに伴い、現金支払いの場合は、フラン単位の一の位は計算上の金額に対し二捨三入七捨八入の扱いとなる。